# Styx
 For alternative betydninger, se Styx (flertydig). (Se også artikler, som begynder med Styx)
Styx (græsk Στύξ, "had" og "afsky") er navnet på floden, der danner grænse mod Hades, det græske dødsrige. Den omtales af Hesiod, Homer, Vergil og Dante. I græsk mytologi er der fem underjordiske floder: Styx, Phlegeton (= den flammende), Akheron (= sorg), Lethe (= glemsel) og Kokytos (= gråd). Styx bruges også som betegnelse for underverdenen.
I dag menes Styx at være identificeret med Mavronéri (= Sort vand). Pausanias red ind i Chelmos-bjergene i Arkadien og forklarer, at på vej til ruinbyen Nonacris så han Styx, som han beskriver som et vandfald, der sildrer over klippen.

## Etymologi
Ordet "Styx" er af samme rod som dansk "styg" (= grim). En af Plutos måner, opdaget i 2012, fik navnet Styx.

## Gudinden Styx
Styx er også navn på gudinden over floden af samme navn. Hun var en af okeaniderne, der legede med Persefone i blomsterengen, da Hades bortførte hende til underverdenen.
Gudinden Styx var den første, der (efter råd fra sin far Okeanos) meldte sig som allieret, da Zeus erklærede krig mod titanerne. I titanernes kamp medbragte Styx sine børn med Pallas: Nike (Sejr), Zelos, Bia og Kratos (Styrke). Zeus takkede hende for indsatsen ved at give hendes vandløb ansvar for, at gudernes eder overholdes. I Theogonien fortæller Hesiod, at hvis en af guderne ville aflægge ed ved Styx, hentede gudinden Iris et bæger fyldt med vand fra floden, og guden, der sværgede, hældte vandet ud. Hesiod fortæller videre, at brød den pågældende sit ord, tvang Zeus ham til at drikke et bæger vand netop fra Styx. Vandet "slår guderne ned i en ond trance (koma). Ude af stand til at bevæge sig, trække vejret eller spise, taber de angrebne guder stemmen i et helt år, og er afskåret fra de andre guder i ni år." 

## Alexander den Store og Styx
Plutark, Arrian, Diodorus Siculus, Justin og andre af oldtidens historikere gengiver rygter om, at Alexander den Store kunne være død som følge af en forgiftning med ophav i Styx' vand, der blev anset for at være så ætsende, at det kunne opløse en hvilken som helst beholder bortset fra en, der var fremstillet af hestehove. Nyere forskning bemærker også, at Alexanders symptomer under sygdommen sammenfaldt med det, guderne angiveligt risikerede ved en forgiftning med vand fra Styx. Blandt andet mistede han stemmen.

## Akilles og Styx
I én version af historien om helten Akilles, dyppede hans mor Thetis (som også regnedes som mor til gudinden Styx) ham som lille i Styx for at gøre ham usårlig. Det lykkedes også, bortset fra, at hun holdt ham efter hælen, da hun dyppede ham i vandet – og den blev dermed hans sårbare punkt, hans akilleshæl.

## Færgemanden Phlegyas
Man kan læse, at færgemanden Charon fragter de døde til Hades over Styx; men i de antikke kilder, samt hos Dante, var det på floden Acheron, Charon var færgemand. I Æneiden er det ved Acheron, Æneas ser Charon nægte at fragte døde over, fordi de - forklarer sibyllen - ikke er blevet ordentligt begravet. Dante giver i sin Guddommelige Komedie Phlegyas, søn af Ares, rollen som færgemand på Styx, som i værket beskrives som helvedes femte cirkel, hvor de vrede og vrantne straffes.